# Szergej Igorevics Dmitrijev
Szergej Igorevics Dmitrijev, oroszul: Сергей Игоревич Дмитриев (Leningrád, 1964. március 19. – 2022. december 26.) Európa-bajnoki ezüstérmes szovjet válogatott orosz labdarúgó, edző.

## Pályafutása

### A válogatottban
1985 és 1988 között hat alkalommal szerepelt a szovjet válogatottban és egy gólt szerzett. Részt vett az az 1988-as Európa-bajnokságon, de nem lépett pályára.

## Sikerei, díjai
Zenyit Leningrád
- Szovjet bajnok (1): 1984
- Szovjet szuperkupa (1): 1985

CSZKA Moszkva
- Szovjet bajnok (1): 1991
- Szovjet kupa (1): 1990–91

Szpartak Moszkva
- Orosz bajnok (1): 1997

Szovjetunió
- Európa-bajnoki döntős (1): 1988